# Liste der Bodendenkmäler in Wielenbach
Auf dieser Seite sind die Bodendenkmäler in der oberbayerischen Gemeinde Wielenbach zusammengestellt. Diese Tabelle ist eine Teilliste der Liste der Bodendenkmäler in Bayern. Grundlage ist die Bayerische Denkmalliste, die auf Basis des Bayerischen Denkmalschutzgesetzes vom 1. Oktober 1973 erstmals erstellt wurde und seither durch das Bayerische Landesamt für Denkmalpflege geführt wird. Die folgenden Angaben ersetzen nicht die rechtsverbindliche Auskunft der Denkmalschutzbehörde.

## Bodendenkmäler der Gemeinde

### Bodendenkmäler in der Gemarkung Haunshofen
| Lage                  | Objekt | Akten-Nr.     | Bild           |
| --------------------- | --- | ------------- | -------------- |
| Haunshofen (Standort) | Körper- und Tuffplattengräber des frühen Mittelalters. | D-1-8133-0016 |                |
| Haunshofen (Standort) | Untertägige spätmittelalterliche und frühneuzeitliche Befunde im Bereich der Katholischen Pfarrkirche St. Gallus in Haunshofen und ihres Vorgängerbaus. Siehe auch: St. Gallus (Haunshofen) | D-1-8133-0088 | weitere Bilder |
| Haunshofen (Standort) | Untertägige frühneuzeitliche Befunde im Bereich der Katholischen Filialkirche St. Leonhard in Bauerbach. Siehe auch: St. Leonhard (Bauerbach)                                               | D-1-8133-0090 | weitere Bilder |
| Haunshofen (Standort) | Untertägige spätmittelalterliche und frühneuzeitliche Befunde im Bereich der Katholischen Wallfahrtskapelle Maria Hilf in Hardt und ihres Vorgängerbaus.                                    | D-1-8133-0094 | weitere Bilder |

### Bodendenkmäler in der Gemarkung Weilheim i.OB
| Lage                     | Objekt                                                                     | Akten-Nr.     | Bild                              |
| ------------------------ | -------------------------------------------------------------------------- | ------------- | --------------------------------- |
| Weilheim i.OB (Standort) | Verebnete Grabhügel vorgeschichtlicher Zeitstellung. Siehe auch: Hügelgrab | D-1-8132-0100 | Verebnete Grabhügel D-1-8132-0100 |

### Bodendenkmäler in der Gemarkung Wielenbach
| Lage                                          | Objekt | Akten-Nr.     | Bild                       |
| --------------------------------------------- | --- | ------------- | -------------------------- |
| Wielenbach (Standort)                         | Reihengräberfeld des frühen Mittelalters. Siehe auch: Reihengrab, Mittelalter | D-1-8132-0024 |                            |
| Wielenbach Kirchstraße 6 (Standort)           | Untertägige mittelalterliche und frühneuzeitliche Befunde im Bereich der Katholischen Pfarrkirche St. Peter in Wielenbach und ihrer Vorgängerbauten mit Tuffplatten- und Körpergräbern des frühen Mittelalters. Siehe auch: St. Peter (Wielenbach), Körpergrab | D-1-8132-0025 | weitere Bilder             |
| Wielenbach (Standort)                         | Siedlung vor- und frühgeschichtlicher Zeitstellung. | D-1-8132-0055 |                            |
| Wielenbach (Standort)                         | Straße der römischen Kaiserzeit (Teilstück der Trasse Augsburg-Brenner). Siehe auch: Römische Kaiserzeit | D-1-8132-0097 |                            |
| Wielenbach (Standort)                         | Straße der römischen Kaiserzeit (Teilstück der Trasse Augsburg-Brenner). | D-1-8132-0120 | Bodendenkmal D-1-8132-0120 |
| Wielenbach (Standort)                         | Straße der römischen Kaiserzeit (Teilstück der Trasse Augsburg-Brenner). | D-1-8132-0126 |                            |
| Wielenbach (Standort)                         | Straße der römischen Kaiserzeit (Teilstück der Trasse Augsburg-Brenner). | D-1-8132-0127 |                            |
| Wielenbach (Standort)                         | Straße der römischen Kaiserzeit (Teilstück der Trasse Augsburg-Brenner). | D-1-8132-0128 | Bodendenkmal D-1-8132-0128 |
| Wielenbach (Standort)                         | Grabhügel mit Bestattungen der Hallstattzeit, der frühen Laténezeit und der römischen Kaiserzeit. Siehe auch: Hallstattzeit, Latènezeit | D-1-8133-0001 |                            |
| Wielenbach (Standort)                         | Grabhügel mit Bestattungen der Hallstattzeit und der römischen Kaiserzeit. | D-1-8133-0007 |                            |
| Wielenbach (Standort)                         | Grabhügel mit Bestattungen der Hallstattzeit und der frühen Latènezeit. | D-1-8133-0008 |                            |
| Wielenbach (Standort)                         | Grabhügel mit Bestattungen der Hallstattzeit. | D-1-8133-0009 |                            |
| Wielenbach (Standort)                         | Grabhügel mit Bestattungen der Hallstattzeit. | D-1-8133-0010 |                            |
| Wielenbach (Standort)                         | Körpergräber der späten römischen Kaiserzeit. | D-1-8133-0011 |                            |
| Wielenbach (Standort)                         | Körpergräber des frühen Mittelalters. | D-1-8133-0012 |                            |
| Wielenbach (Standort)                         | Villa rustica der römischen Kaiserzeit. Siehe auch: Villa rustica | D-1-8133-0013 |                            |
| Wielenbach (Standort)                         | Siedlung und Brandgräber vorgeschichtlicher Zeitstellung. Siehe auch: Brandgrab | D-1-8133-0014 |                            |
| Wielenbach (Standort)                         | Straße der römischen Kaiserzeit. | D-1-8133-0015 |                            |
| Wielenbach (Standort)                         | Burgstall des hohen und späten Mittelalters (Burg Wilzhofen). Siehe auch: Burgstall | D-1-8133-0017 |                            |
| Wielenbach (Standort)                         | Turmhügel des hohen Mittelalters. Siehe auch: Turmhügel Wilzhofen | D-1-8133-0019 |                            |
| Wielenbach (Standort)                         | Siedlung vor- und frühgeschichtlicher Zeitstellung. | D-1-8133-0020 |                            |
| Wielenbach (Standort)                         | Siedlung oder Körpergräber vor- und frühgeschichtlicher Zeitstellung. | D-1-8133-0021 |                            |
| Wielenbach (Standort)                         | Verebneter Grabhügel vorgeschichtlicher Zeitstellung. | D-1-8133-0022 |                            |
| Wielenbach Alte Münchner Straße 14 (Standort) | Untertägige spätmittelalterliche und frühneuzeitliche Befunde im Bereich der Katholischen Filialkirche St. Valentin in Wilzhofen und ihres Vorgängerbaus. | D-1-8133-0092 |                            |